# Gwynne Gilford
Gloria Gwynne Gilford (Los Ángeles, California; 27 de julio de 1946) es una actriz estadounidense.

## Biografía
Gilford es hija de la actriz Anne Gwynne (1918-2003) y el actor y productor Max Gilford.

Sus abuelos paternos eran inmigrantes judíos rusos, y su madre era tejana, de ascendencia inglesa, galesa y francesa.
El 6 de septiembre de 1969 se casó con el actor Robert Pine.
Son los padres de la actriz y psicoterapeuta Katherine Pine (1972-).
y del actor Chris Pine (1980-)
Desde los años noventa, Gwynne Gilford trabaja como psicoterapeuta.

## Trabajos
Apareció en varias series de televisión en los años setenta y ochenta, incluyendo
- Un nuevo tipo de familia,
- Los abogados jóvenes y
- Las maravillas de Waverly,

Tuvo papeles en las películas:
- Beware! The Blob (1972),
- Escuela de Satanás para niñas (1973),
- Fundido a negro (1980) y
- Amos del Universo (1987).